# Сталін і релігія

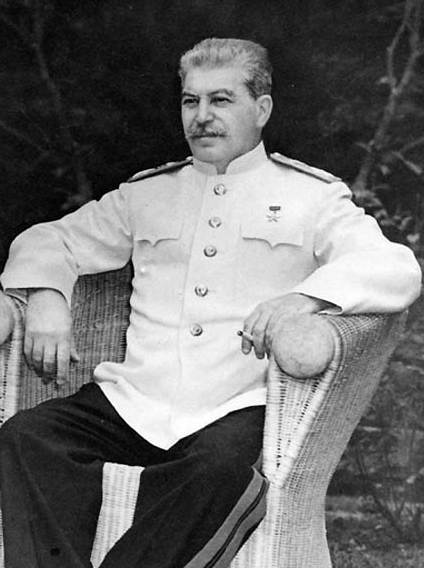
Й. В. Сталін, 1945

Ставлення Йосипа Сталіна до релігії змінювалося з часом. Разом з тим він був послідовним у домаганні прагматичної мети виживання й експансії комуністичного режиму. Деяким дослідникам ставлення Сталіна до релігії видається неоднозначним.

## Свідчення прихильності Сталіна до християнської церкви
Історик Р. А. Медведєв наводить вислів Сталіна про антирелігійну літературу як про «макулатуру». Разом з тим і Ленін, зі слів Н. К. Крупської, неодноразово говорив їй про шкоду «поверхневої, наскокової антирелігійної пропаганди».
З посиланням на рішення XII з'їзду РКП(б), Сталін видав 16 серпня 1923 року циркулярний лист № 30 «Про ставлення до релігійних організацій» всім губернським комітетам РКП(б) з вимогою заборонити закриття церков «за мотивами невиконання адміністративних розпоряджень про реєстрацію», а також за несплату податків, арешти «релігійного характеру», якщо вони не мають зв'язку з контрреволюційними діяннями. У циркулярі мали місце застереження від гонінь на вірян, оскільки «гоніння тільки зміцнюють релігійні забобони». 14 листопада 1936 року постановою Комітету у справах мистецтв за знущання над Хрещенням Русі заборонено п'єсу Дем'яна Бєдного «Богатирі», поставлену в московському Камерному театрі режисером Олександром Таїровим. У п'єсі билинні богатирі виступали в ролі жандармської охранки; Володимир Святий до кінця вистави набував образу царя-держиморди. Про те, що цю п'єсу заборонено не без вказівки Сталіна, свідчить той факт, що за кілька років до цього (12 грудня 1930) в листі Дем'янові Бєдному Сталін критикував його принизливі висловлювання про російський народ. Сталін зауважив, що Бєдний фактично зображує Росію як «посудину гидоти й запустіння», подає «лінь і прагнення сидіти на печі, як національну рису росіян». Сталін назвав подібні висловлювання Дем'яна Бєдного «наклепом на наш народ».

## Свідчення неприйняття і спротиву релігії
Існує поширена думка про те, що Сталін нібито утримувався від негативних висловлювань з релігійного питання. Відомий історик Ігор Курляндський у своїй книзі «Сталін, влада, релігія» наводить низку таких висловлювань. Деякі з них (у відредагованому вигляді) потрапили в газети й у зібрання творів Сталіна, інші — ні (Курляндський наводить їх тексти з нередагованих стенограм). Так, наприклад, на зустрічі з робсількорами 4 грудня 1928 року (стенограма не публікувалася) Сталін висловлював захоплення проведеною 1922 року кампанією з вилучення церковних цінностей і вмілим зіштовхуванням церкви і голодуючих:
|  | Нам вдалося протиставити релігійним прагненням попів потреби робочого населення. Ось є коштовності в церкві, потрібно їх вилучити, продати і купити хліба. Почуття голоду, інтереси голоду протиставили релігійним прагненням попів. Це була спритна постановка питання. Це не проти з теоретичних міркувань на попів пішли, а на основі голоду, недороду, неврожаю в країні. Коштовності в церкві, дайте їх, нагодуємо людей, і проти цього крити нічим, заперечувати нічого, навіть самому вірянину, — голод. Оригінальний текст (рос.) Нам удалось противопоставить религиозным стремлениям попов нужды рабочего населения. Вот имеются драгоценности в церкви, нужно их изъять, продать и купить хлеба. Чувства голода, интересы голода противопоставили религиозным стремлениям попов. Это была ловкая постановка вопроса. Это не против по теоретическим соображениям на попов пошли, а на основе голода, недорода, неурожая в стране. Драгоценности в церкви, дайте их, накормим людей, и против этого крыть нечем, возражать нечего, даже самому верующему человеку, — голод. |

З іншого боку, 15 травня 1932 року в СРСР оголошено кампанію, офіційною метою якої проголошувалося повне викорінення релігії в країні станом на 1 травня 1937 року. До 1939 року кількість храмів у СРСР, які й далі діяли, скоротилася до кількох сотень, а єпархіальні структури повністю знищено. В ході Великого терору з особистої санкції Сталіна розстріляно архієпископа Питирима (Крилова).

## Перехід до «нового курсу» стосовно релігії
Першого ж дня Німецько-радянської війни, 22 червня 1941 року, місцеблюститель патріаршого престолу Сергій склав і розіслав по парафіях відозву «Пастирям і пасомим Христової Православної Церкви», що не залишилося непоміченим Сталіним. У виступі на радіо 3 липня Сталін використав прийняте в православ'ї звернення «брати і сестри», в чому багато хто вбачає релігійний підтекст.
Воєнна ситуація підштовхнула радянську владу до зміни релігійної політики: з одного боку, потрібно було щось протиставити німецькій пропаганді, спрямованій на вірян, і активному відкриттю храмів (не тільки православних) на окупованих територіях, з другого — патріотична позиція практично всіх релігійних об'єднань на контрольованій радянською владою території дозволяла останнім розраховувати на матеріальну і політичну підтримку з боку перших (що згодом справдилося), з третього — опинившись у несподіваній коаліції з західними союзниками, СРСР більше не міг повністю нехтувати занепокоєнням західних демократій щодо прав вірян у СРСР.
У жовтні 1941 року Патріархії й іншим релігійним центрам наказали централізовано покинути Москву. Призначався Оренбург, але Сергій захворів у дорозі, і пункт призначення замінили на Ульяновськ (колишній Симбірськ). В Ульяновську митрополит Сергій і його апарат пробули до серпня 1943 року.
У лютому 1942 Патріархія змогла відновити видавничу діяльність, а в пасхальну ніч того ж року (як і наступних воєнних років) у декількох великих містах, зокрема в Москві й Ленінграді, дозволено проведення хресних ходів, для чого скасовано комендантські години.
У роки війни Сталін регулярно відповідав на телеграми релігійних діячів різних конфесій, які рапортували йому про пожертви до Фонду оборони. Ці телеграми широко публікувалися в газетах. Всього за роки війни православні віряни і духовенство зібрали для Фонду оборони більш як 300 млн рублів, не рахуючи пожертвуваних матеріальних цінностей.
До початку визволення України в січні 1943 року, на території якої в роки окупації відбулося бурхливе релігійне відродження, з вищезазначених причин склалися обставини для початку легалізації РПЦ. 5 січня митрополит Сергій у телеграмі попросив Сталіна відкрити Патріархії банківський рахунок для централізованого внесення зібраних коштів, на що той погодився. Таким чином запущено процес легалізації.
Починаючи з весни 1943 року, в керівництві країни обговорювалися варіанти проведення нового курсу в релігійній політиці, керівництво процесом передбачалося доручити органам держбезпеки, але відкритий контроль ГБ за церквою виглядав би погано з точки зору піару, тому вирішено заснувати формально самостійний орган при Раднаркомі.
Паралельно в той же час наркомат держбезпеки готував зустріч Сталіна з керівництвом Московської патріархії, в ході якої він міг би продемонструвати «турботу про вірян і духовенство». Вона відбулася 4 вересня 1943 року, докладніше див. нижче.
Внаслідок «зміни курсу» за п'ять наступних років (1944—1948) на території СРСР, де до початку Другої світової війни залишалося, за різними даними, від 150 до 400 діючих парафій, відкрито сотні храмів і навіть один монастир — Троїце-Сергієву лавру. Зареєстровані як «фактично діючі» і тисячі храмів, відкритих самими вірянами на окупованих територіях; кількість православних громад (включно з «возз'єднаними» уніатськими) досягла, за деякими відомостями, 22 тисяч. Переважна частина духовенства, що перебувало в таборах, звільнили з ув'язнення. Припинилися прямі гоніння на вірян з боку «Спілки войовничих безбожників». Держава фактично припинила підтримку обновленських структур, які до 1946 року повністю ліквідовувалися.
Але з осені 1948 року, після проведення в Москві Наради глав і представників православних Церков, підсумки якої розчарували з точки зору просування зовнішньополітичних інтересів Кремля, колишню репресивну політику значною мірою відновлено.

### Зустрічі Сталіна з вищими релігійними діячами
Згідно з запискою офіцера НКГБ Г. Г. Карпова, 4 вересня 1943 року Сталін (були присутні також Карпов і В. М. Молотов) прийняв митрополитів Сергія (Страгородського), Алексія (Симанського) і Миколая (Ярушевича); в ході бесіди прийнято рішення про обрання Патріарха, відкриття духовних навчальних закладів; узгоджено рішення про створення органу для взаємодії РПЦ з урядом — Ради у справах Російської православної церкви при РНК. У відповідь на підняту митрополитом Сергієм тему про переслідування духовенства, про необхідність збільшення числа парафій, про звільнення архієреїв і священників, які перебували в засланнях, в'язницях, таборах і про надання можливості безперешкодного здійснення богослужінь, вільного пересування по країні і прописки в містах — Сталін тут же дав доручення «вивчити питання». Він і собі запропонував Сергію підготувати списки священників, які перебувають в ув'язненні. 27 жовтня 1943 патріарх Сергій надав список з 26 імен (24 єпископи, 1 архімандрит і 1 протоієрей). З цього списку лише один священнослужитель не був розстріляним — єпископ Миколай (Могилевський), але й він ще більше ніж півтора року залишався в ув'язненні. Для резиденції патріарха було надано будівлю колишньої резиденції послів Німеччини в СРСР (Чистий провулок, буд. 5).
10 квітня 1945 року Сталін прийняв новообраного патріарха Алексія, митрополита Миколая і протопресвітера Миколу Колчицького. На зустрічі йшлося передусім про завдання Патріархії в галузі міжнародних відносин (запис бесіди залишається неопублікованим).
19 квітня 1945 року Сталіним прийняв Генерального вікарія Ечміадзинського католікосату митрополита Геворга (Чеорекчяна). Сталін дав доручення надати необхідну допомогу Ечміадзину в проведенні церковного Собору; на письмове звернення, яке включало прохання про повернення вірянам церковних будівель, майна, реліквій, дозвіл виїзду церковних делегацій за кордон і відкриття банківського рахунку наклав резолюцію з одного слова: «Згоден».

## Про можливу релігійність Сталіна
Існує безліч міфічних оповідей про нібито звернення Сталіна до молитовної допомоги Церкви під час війни, але жодних серйозних документів, які б підтверджували це, немає. У статті православного історика Сергія Фоміна «Війна, Церква, Сталін і митрополит Ілія» з цієї теми містяться, поряд з іншими, такі відомості:
|  | Нарешті, є звістка, що взимку 1941 року «неабияк зніяковілий Сталін [...] закликав до себе в Кремль духовенство для молебню про дарування перемоги; тоді ж, продовжує легенда, чудотворна Тихвинська ікона Богоматері з Тихвінської в Олексіївському церкви була на літаку обнесена навколо Москви і Москву від ворога врятувала. А 9 грудня після першого успішного контрнаступу, що передував московським, звільнено м. Тихвін".Оригінальний текст (рос.) Наконец, есть известие, что зимой 1941 г. «изрядно смутившийся Сталин [...] призвал к себе в Кремль духовенство для молебна о даровании победы; тогда же, продолжает легенда, чудотворная Тихвинская икона Богоматери из Тихвинской в Алексеевском церкви была на самолете обнесена кругом Москвы и Москву от врага спасла. А 9 декабря после первого успешного контрнаступления, предшествовавшего московскому, был освобожден г. Тихвин». |

(у цьому ж джерелі йдеться також про те, що «в 1942-му літак з Казанською іконою Пресвятої Богородиці облетів Сталінград — факт, який підтвердив у розмові з письменником Юрієм Бондарєвим маршал Г. К. Жуков»). Автори фільму «Історія Росії. XX століття» згадують також блокадний Ленінград: «Молебні були. Це зафіксовано. Був і обліт Сталінграда з Казанської іконою. Це також підтверджено. І це дозволяє обґрунтовано припустити, що повітряні хресні ходи також відбулися і в Ленінграді, і в Москві». Проте конкретних посилань на джерела, свідчення очевидців або архіви, що підтверджують їхню версію, вони не дають.
Зміна політики щодо РПЦ викликає численні суперечки в середовищі дослідників. Висловлюються версії від навмисного використання Сталіним церковних кіл для підпорядкування собі народу, до думок, що Сталін залишався таємно віруючою людиною. Остання думка міститься в розповіді Артема Сергєєва, що виховувався в будинку Сталіна. Також, за спогадами охоронця Сталіна Юрія Соловйова, Сталін молився в церкві в Кремлі, розташованій по дорозі в кінозал. Сам Юрій Соловйов залишався поза церквою, але міг бачити Сталіна через вікно. За свідченням онука Сталіна О. В. Бурдонського, Сталін сповідався. «Священника трясли за Хрущова зі страшною силою, але він нічого не сказав», — стверджує Бурдонський. У деяких джерелах православно-монархічного спрямування називається й ім'я священнослужителя, який, за легендою, сповідував Сталіна, — митрополит Миколай (Ярушевич). Православна газета «Вічний поклик» наводить свідчення колишнього секретаря Боржомського райкому партії Д. Ломошвілі, який повідомив про розмову Сталіна з матір'ю, в якій він на її вимогу присягнувся в тому, що «не вбивав царя» і перехрестився.
На думку багатьох дослідників, реальне підґрунтя тимчасової зміни репресивної політики щодо Церкви пояснювалася міркуваннями переважно зовнішньополітичної доцільності.